# Illusion Point
Der Illusion Point ist eine Landspitze an der Nordküste Südgeorgiens. Sie liegt südöstlich des Kap Best am Westufer der Fortuna Bay.
Der Name der Landspitze ist erstmals auf einer Landkarte der britischen Admiralität aus dem Jahr 1931 zu finden. Der Benennungshintergrund ist nicht überliefert.